# Раївський парк
Ра́ївський парк — парк-пам'ятка садово-паркового мистецтва загальнодержавного значення в Україні. Розташований у селі Рай Бережанської міської громади Тернопільського району Тернопільської області.

## Історія
Парк закладений в 1760 році. Спочатку належав воєводі Синявському. З 1816 року довколишні землі та парк (з мисливським палацом у ньому) перейшли до графа Потоцького. В цей період мисливський палац перебудовується в класичному стилі і розробляється новий проєкт парку. Парк створювався в ландшафтному стилі. У 1816 році в парку нараховувалось понад 370 видів і форм дерев, кущів, ліан. У парку були створені два ставки, острів, водоспад, встановлені античні скульптури. Тепер у парку є три джерела, що живлять чотири ставки.
У другій половині XVII ст. Адам Сенявський будує свій заміський мисливський маєток (замок), який було оточено оборонним муром з баштами на кутах.
Останній спадкоємець з роду Синявських Адам Микола в травні 1707 року приймав у Раївському палаці російського царя Петра І та, ймовірно, українського гетьмана Івана Мазепу. В той час магнат Сенявський виступав у війні проти шведів і польського короля Станіслава Лещинського на боці іншого польського правителя (Августа II) та його союзника — російського царя. Петро І навідався сюди проїздом до Жовкви для вироблення стратегічних планів боротьби проти ворога. 
Руйнації, спричинені Першою світовою війною, не надто вплинули на подальший позитивний розвиток цього ландшафтно-архітектурного, рекреаційного та господарського комплексу. Вже на початку 1930-их рр. палац і парк було відновлено. 
У 1944 році споруда дуже постраждала, але була відреставрована. В цілому події Другої світової війни і післявоєнний час безпосередньо не вплинули на стан паркового комплексу та палацу зокрема. 

## Пам'ятка
Статус надано згідно з Постановою Ради Міністрів УРСР від 29 січня 1960 року № 105. 
Перебуває у віданні:
- ДП «Бережанське лісомисливське господарство» — 16,1686 га, (розпорядженням голови Тернопільської облдержадміністрації від 4 квітня 2011 № 240 наданий у тимчасове користування ВПНУБР і ПК України «Бережанський агротехнічний інститут»),
- Єпархіального управління Сокальської єпархії Української греко-католицької церкви — 3,8314 га.

До складу території пам'ятки природи «Раївський» входять такі об'єкти ПЗФ:
- Ботанічна пам'ятка природи місцевого значення «Дуб Богдана Хмельницького»
- Ботанічна пам'ятка природи місцевого значення «Дуб Богатир»
- Ботанічна пам'ятка природи місцевого значення «Дуб Велетень»

## Сучасність

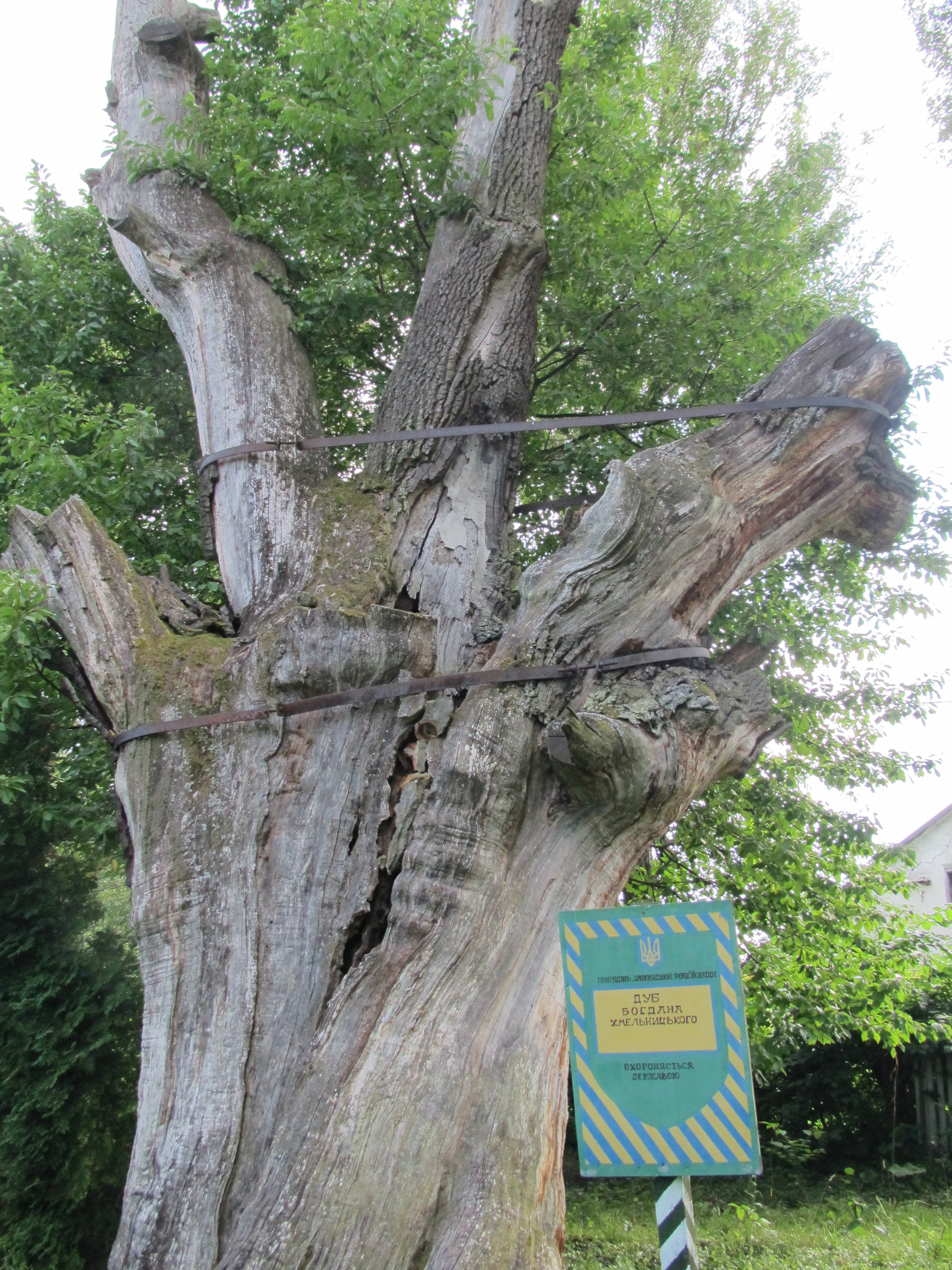
Дуб Богдана Хмельницького

Нині в парку нараховується 56 видів, форм дерев і кущів. Увагу заслуговують групові посадки вікових дерев: модрини європейської, сосен Веймутової та чорної, бука лісового форми пурпурнолистої, дуба звичайного, гіркокаштана звичайного, клена гостролистого, липи широколистої. 
Гордістю парку є його старожил — 850-річний дуб Богдана Хмельницького, який уже засихає (за легендою, український гетьман відпочивав поблизу нього під час походу на Львів 1648 р.), дуб «Богатир» (який пережив уже свій 400-літній ювілей), 300-літня сосна Веймутова. 
У старому парку було підсаджено дерева катальпи чудової, тюльпанового дерева, туї західної форми пірамідальної (плодоносять), різноманітних квітучих декоративних кущів. У парку зростають зразки екзотичної для наших земель флори. Дуже багатою була колекція деревно-чагарникової рослинності з різних країн світу. Цікава колекція хвойних: сосна звичайна, Веймутова, чорна, кедр сибірський, смереки бальзамічна і каліфорнійська, модрина європейська, шість видів тополь, п'ять видів кленів, бук пірамідальний та європейський ясен плакучої форми, дуб черешковий. Всього було висаджено за часів Потоцьких (XIX ст.) близько 70 видів дерев та кущів. 
Важливою архітектурно-мистецькою домінантою природного ландшафту була споруда заміського родинного (Синявських, Любомирських, Потоцьких) палацу, звідки відкривалася чудова панорама довколишньої місцевості. Безпосередньо за спорудою висаджувалися червонолисті буки, сосна Веймутова, чорні сосни, тюльпанові дерева. Палац часто добудовувався й змінювався, але вже понад два століття зберігає якісні риси пізньокласичного стилю ампір. У 1994 році мисливський палац передано в користування Зборівській єпархії української греко-католицької церкви. 
На території парку в 1966 році створений Бережанський дендропарк (статус із 1977 р.), який займає площу 5 га.

## Галерея

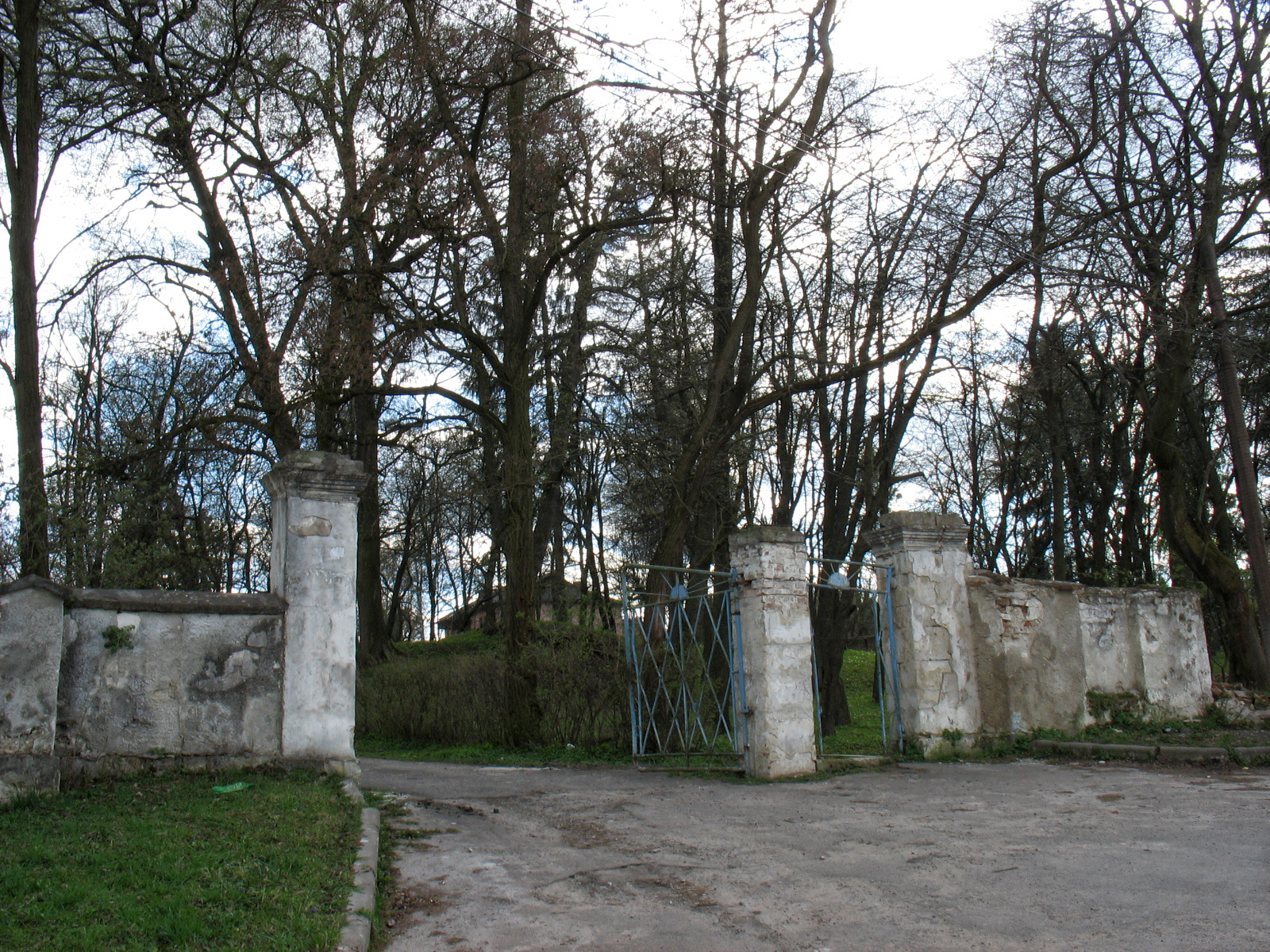
Раївський парк. Брама. 2007 р.
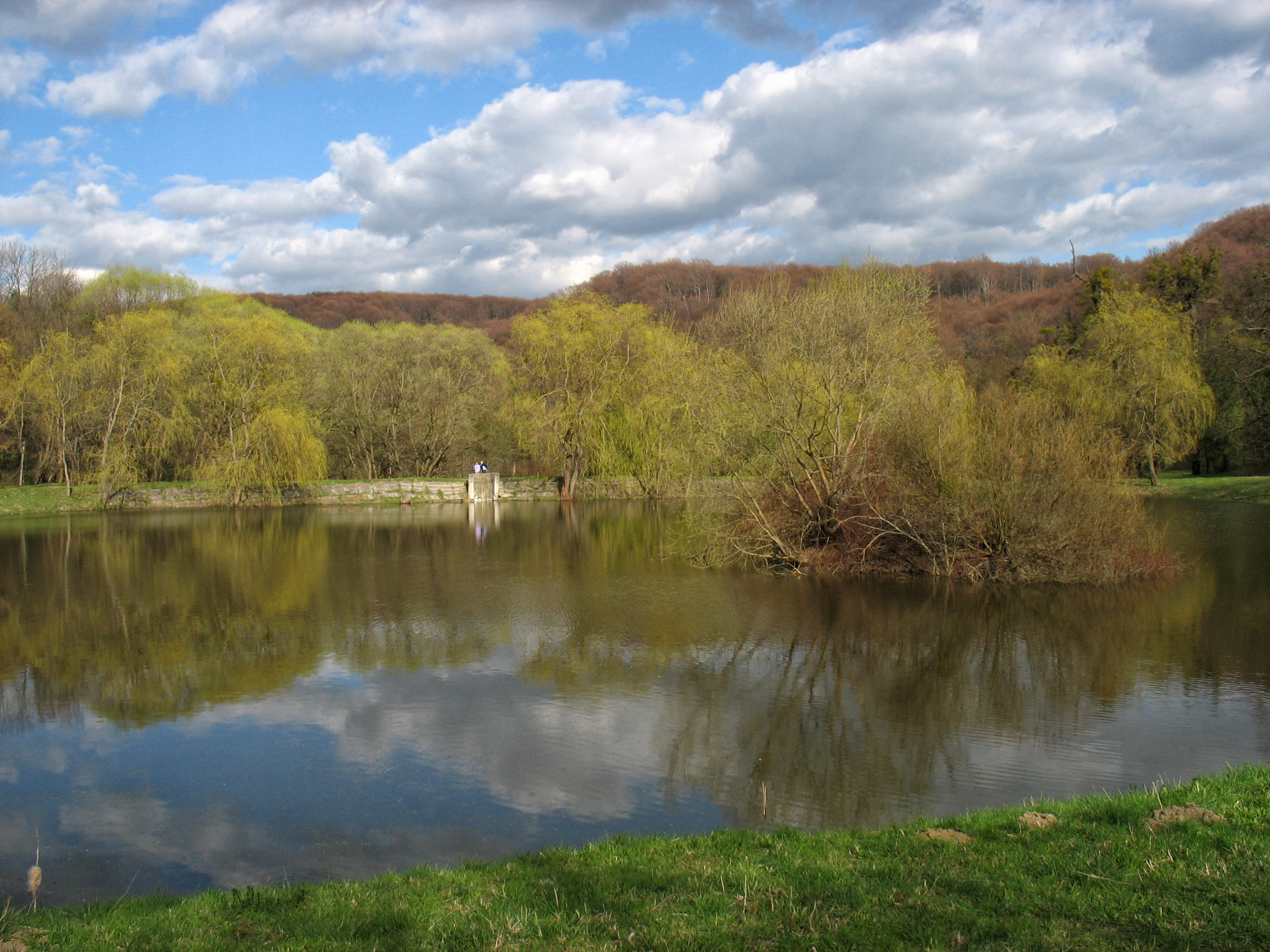
Раївський парк. Став. 2007 р.
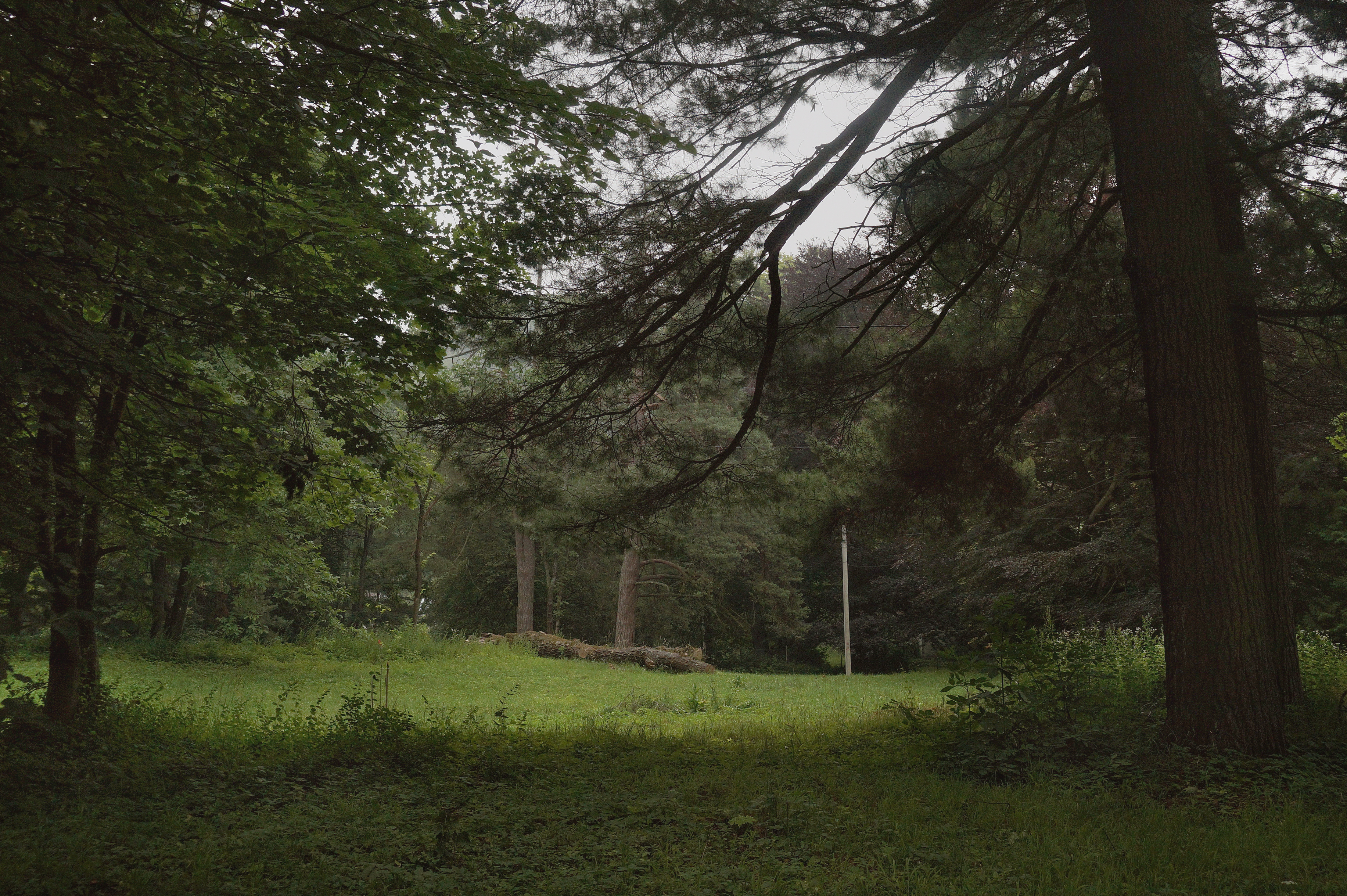
Раївський парк. Лісове урочище "Рай". 2014 р.
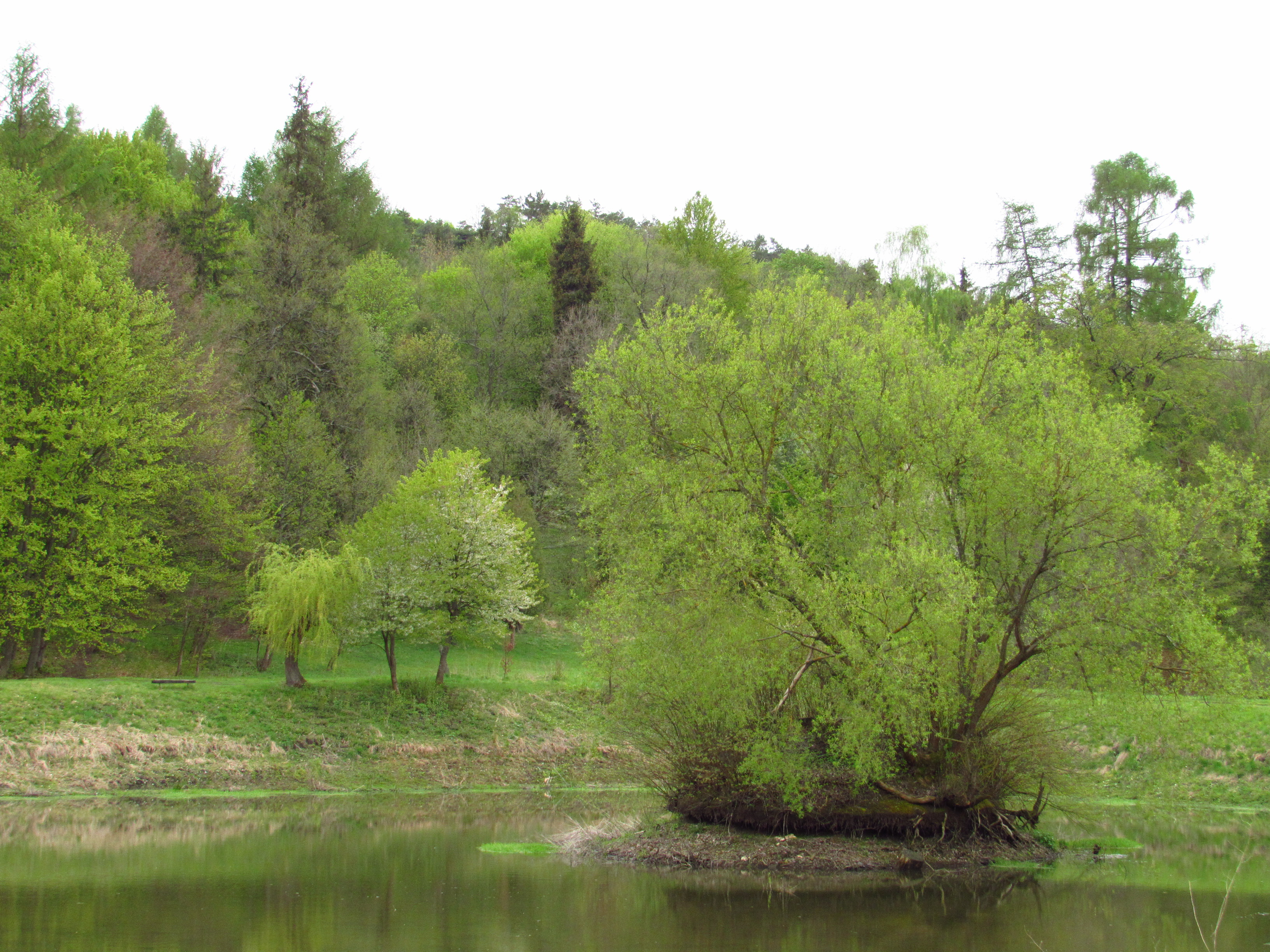
Раївський парк. Травень 2017 р.
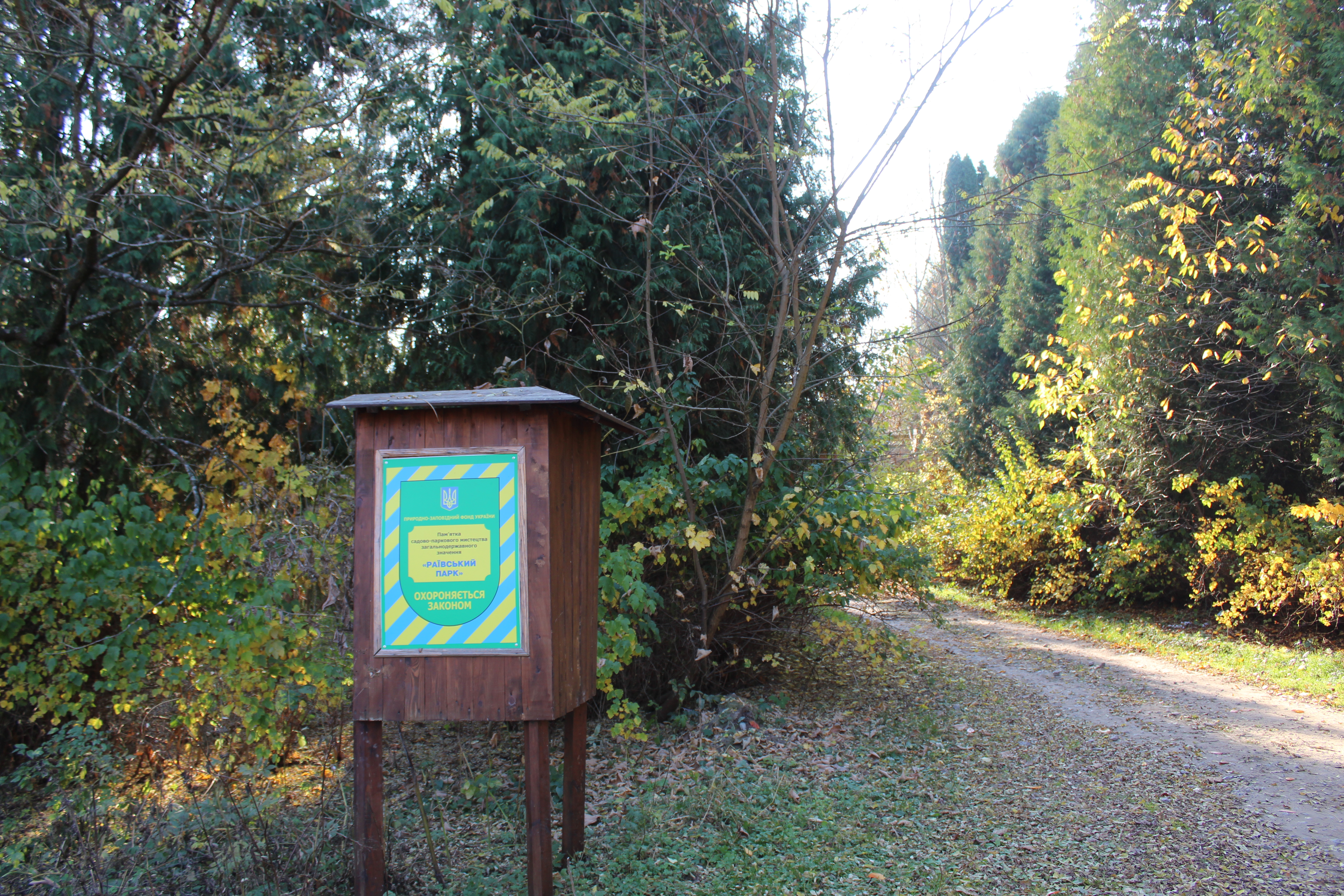
Головний вхід у Раївський парк. Жовтень 2019 р.
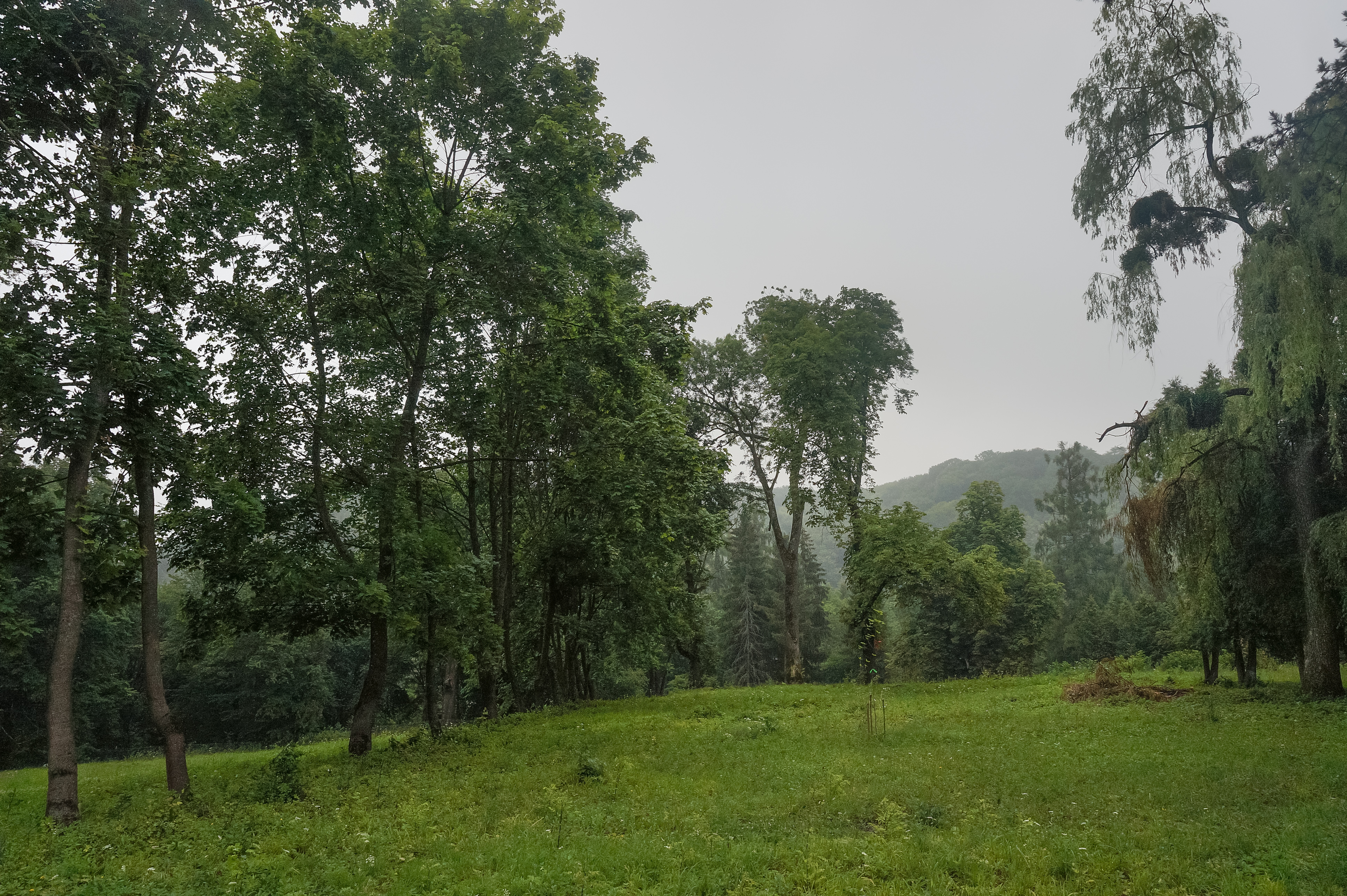
Раївський парк. Червень 2016 р.